# 4321 Зеро
4321 Зеро (4321 Zero) — астероїд головного поясу, відкритий 2 березня 1981 року.
Тіссеранів параметр щодо Юпітера — 3,168.
Названо на честь американського актора Мостела Зеро (англ. Zero Mostel, 1915 — 1977).